# Neurokinin B
Neurokinin B je tahikininski peptid. On je nađen u visokim koncentracijama kod trudnih žena koje boluju od pre-eklampsije. On može biti vezan za molekul fosfoholina.
Decembra 2008 otkriveno je da su hormon Neurokinin B i njegov receptor, neurokinin 3 receptor, kritični deo kontrolnog sistema koji inicira pubertet kod čoveka. Taj proces kontroliše mozak oslobađanjem GnRH hormona (gonadotropin oslobađajućeg hormona) koji otpočinje seriju procesa koji ultimatno dovode do produkcije seksualnih hormona. Mada je za neurokinin B ranije bilo poznato da je prisutan u istim hipotalamusnim neuronima kao i kispeptin, koji je još jedan važan deo sistema za kontrolu puberteta, značaj njegove uloge nije bio poznat.

## Literatura
1. ↑   уреди
2. ↑  Evan E. Bolton; Yanli Wang; Paul A. Thiessen; Stephen H. Bryant (2008). „Chapter 12 PubChem: Integrated Platform of Small Molecules and Biological Activities”. Annual Reports in Computational Chemistry. 4: 217—241. doi:10.1016/S1574-1400(08)00012-1.
3. ↑  „BBC NEWS | Health | Placenta 'fools body's defences'”.
4. ↑  Topaloglu AK; Reimann F; Guclu M;  . (11. 12. 2008). „TAC3 and TACR3 mutations in familial hypogonadotropic hypogonadism reveal a key role for Neurokinin B in the central control of reproduction”. Nature Genetics. 41 (3): 354—8. PMID 19079066. doi:10.1038/ng.306. Генерални сажетак – e! Science News (11. 12. 2008).